# Майданс, Карл
Карл Ма́йданс (англ. Carl Mydans; 20 мая 1907, Бостон, США — 2004 Вашингтон) — американский фотограф и журналист. Работал в газетах «The Boston Globe», «Boston Herald» и в Нью-Йорке в «American Banker». С 1936 года — фотограф в журнале «Life»
С 1939 года освещал события Второй мировой войны в Европе. Находился в Швеции, Финляндии, Португалии, Италии, Китае и Гонконге. В 1941 во время нападения Японии на Филиппины попал с женой (коллегой) в плен. Освобождён в результате обмена в декабре 1943 года.
С 1945 года некоторое время возглавлял японское отделение журнала «Life».
В 1959—1960 годах вместе с семьей жил и работал в Москве, освещая для Америки повседневную жизнь советских людей.